# Stazione di Cavanella Po
La stazione di Cavanella Po è una fermata ferroviaria posta sulla linea Rovigo-Chioggia. Serve la località di Cavanella Po, nel territorio comunale di Adria.
Al 2024 è priva di servizio viaggiatori.